# Comox
Comox är en ort i Kanada.   Den ligger i provinsen British Columbia, i den sydvästra delen av landet, 3 700 km väster om huvudstaden Ottawa. Comox ligger 60 meter över havet och antalet invånare är 12 136.
Terrängen runt Comox är platt. Havet är nära Comox åt sydost. Närmaste större samhälle är Courtenay, 4,1 km väster om Comox. 